# Хронологія поширення COVID-19 (березень 2021)
Стаття описує поширення коронавірусу тяжкого гострого респіраторного синдрому-2, що спричинив спалах коронавірусної хвороби 2019, у березні 2021 року. Уперше хвороба була зареєстрована в місті Ухань у КНР у грудні 2019 року.

## Хронологія пандемії

### 1 березня
- Малайзія повідомила про 1828 нових випадків хвороби, загальна кількість випадків зросла до 302580. Зареєстровано 2486 одужань, що довело загальну кількість одужань до 275903. Зареєстровано 5 смертей, що збільшило кількість померлих до 1135. Зареєстровано 25542 активних випадків хвороби, з них 198 у реанімації та 90 на апараті штучної вентиляції легень.[1]
- Нова Зеландія повідомила про 2 нових випадки хвороби, загальна кількість випадків зросла до 2378 (2022 підтверджених і 356 ймовірних). Кількість одужань залишилася на рівні 2285, а кількість смертей залишилася на рівні 26. Було 67 активних випадків хвороби (55 на кордоні та 12 місцевої передачі).[2]
- Сінгапур повідомив про 12 нових завезених випадків, загальна кількість випадків зросла до 59948. Одужали 7 хворих, внаслідок чого загальна кількість одужань склала 59823.[3] Кількість померлих залишилася на рівні 29.
- Україна повідомила про 4285 нових випадків хвороби за добу та 68 нових смертей за добу, загальна кількість зросла до 1352134 та 26050 відповідно; загалом одужали 1171724 хворих.[4]

### 2 березня
Щотижневий звіт Всесвітньої організації охорони здоров'я:
- Малайзія повідомила про 1555 нових випадків хвороби, загальна кількість випадків зросла до 304135. Зареєстровано 2528 одужань, що довело загальну кількість одужань до 278431. Зареєстровано 6 смертей, що збільшило кількість померлих до 1141. Зареєстровано 24563 активні випадки хвороби, з них 204 у реанімації та 96 на апараті штучної вентиляції легень.[6]
- Нова Зеландія повідомила про 4 нові випадки хвороби, загальна кількість випадків зросла до 2382. Зареєстровано 2 одужання, загальна кількість одужань зросла до 2287. Кількість померлих залишилася на рівні 26. Було 69 активних випадків хвороби (59 на кордоні та 10 з місцевою передачею вірусу).[7]
- Сінгапур повідомив про 8 нових завезених випадків, загальна кількість випадків зросла до 59956. Зареєстровано 12 одужань, загальна кількість одужань зросла до 59842. Кількість померлих залишилася на рівні 29.[8]
- Україна повідомила про 5336 нових випадків хвороби та 162 нові випадки смерті за добу, загальна кількість зросла до 1357470 і 26212 відповідно; загалом одужало 1176918 хворих.[9]

### 3 березня
- Фіджі підтвердили 4 нові випадки хвороби.[10]
- Малайзія повідомила про 1745 нових випадків хвороби, внаслідок чого загальна кількість випадків досягла 305880. 2276 хворих одужали, внаслідок чого загальна кількість одужань досягла 280707. Зареєстровано 7 смертей, кількість померлих до 1148. Зареєстровано 24025 активних випадків хвороби, з них 195 у реанімації та 95 на штучній вентиляції легень.[11]
- Нова Зеландія повідомила про 2 нових випадки хвороби, загальна кількість випадків зросла до 2384. Зареєстровано 7 одужань, загальна кількість одужань зросла до 2296. Кількість померлих залишилася на рівні 26. Було 62 активних випадки хвороби (53 на кордоні та 9 у керованій ізоляції).[12]
- Сінгапур повідомив про 23 нові випадки хвороби, у тому числі 2 з місцевою передачею вірусу та 21 завезений, загальна кількість випадків зросла до 59979.[13] Одужали 7 хворих, загальна кількість одужань зросла до 59849. Кількість померлих залишилася на рівні 29.[14]
- Україна повідомила про 7235 нових випадків за добу та 185 нових смертей за добу, загальна кількість випадків зросла до 1364705 та 26397 відповідно; загалом одужало 1182036 хворих.[15]

### 4 березня
- Малайзія повідомила про 2063 нових випадки хвороби, загальна кількість випадків зросла до 307943. Зареєстровано 2922 нових одужання, загальна кількість одужань зросла до 283629. Зареєстровано 5 смертей, кількість померлих зросла до 1153 осіб. Зареєстрований 23161 активний випадок хвороби, з них 193 у реанімації та 99 на штучній вентиляції легень.[16]
- Нова Зеландія повідомила про 6 нових випадків хвороби, загальна кількість випадків зросла до 2389 (2033 підтверджених і 356 ймовірних). Кількість одужань зменшилася на одного хворого до 2295. Кількість померлих залишилася на рівні 26. Зареєстровано 68 активних випадків хвороби (59 на кордоні та 9 випадків місцевої передачі вірусу).[17]
- Сінгапур повідомив про 19 нових випадків хвороби, у тому числі один з місцевою передачею вірусу та 18 завезених, загальна кількість випадків зросла до 59998.[18] Одужали 8 хворих, внаслідок чого загальна кількість одужань склала 59 857. Кількість померлих залишилася на рівні 29.[19]
- Україна повідомила про 10057 нових випадків захворювання за добу та 194 нових випадки смерті за добу, загальну кількість зросла до 1374 762 і 26591 відповідно; загалом одужали 1186873 хворі.[20]

### 5 березня
- Малайзія повідомила про 2154 нові випадки хвороби, загальна кількість випадків зросла до 310097. Зареєстровано 3257 нових одужань, загальна кількість одужань зросла до 286904. Зареєстровано 6 нових смертей, кількість померлих зросла до 1159. Було 22034 активні випадки хвороби, з них 184 у реанімації та 87 на штучній вентиляції легень.[21]
- Нова Зеландія не повідомила про нові випадки хвороби, загальна кількість випадків залишилася на рівні 2380 (2033 підтверджених і 356 ймовірних). Кількість одужань залишилася на рівні 2295, а кількість померлих — 26. Було 68 активних випадків (59 на кордоні та 9 з місцевою передачею вірусу).[22]
- Сінгапур повідомив про 9 нових завезених випадків хвороби, у країні перевищено поріг у 60 тисяч випадків — 60 007. Зареєстровано 13 одужань, загальна кількість одужань зросла до 59870. Кількість померлих залишилася на рівні 29.[23]
- Україна повідомила про 10155 нових випадків хвороби на добу та 172 нових смерті на добу, загальна кількість випадків зросла до 1384917 і 26763 відповідно; загалом одужали 1191022 хворі.[24]
- Україна повідомила про 10155 нових випадків хвороби за добу та 172 нових випадки смерті за добу, загальна кількість зросла до 1384917 і 26763 відповідно; загалом одужали 1191022 хворі.[24]

### 6 березня
- Малайзія повідомила про 1680 нових випадків хвороби, загальна кількість випадків зросла до 311777. Зареєстровано 2548 нових одужань, загальна кількість одужань зросла до 289452. Повідомлено про 7 смертей, кількість померлих зросла до 1166. Було 21159 активних випадків хвороби, з них 172 у реанімації та 84 на штучній вентиляції легень.[25]
- Нова Зеландія повідомила про 9 нових випадків хвороби, загальна кількість випадків зросла до 2398. Зреєстровано 6 одужань, загальна кількість одужань зросла до 2301. Кількість померлих залишилася на рівні 26. Був 71 активний випадок хвороби (67 у керованій ізоляції та 4 випадки місцевої передачі вірусу).[26]
- Сінгапур повідомив про 13 нових випадків хвороби, у тому числі один з місцевою передачею вірусу та 12 завезених, загальна кількість випадків зросла до 60020.[27] 9 хворих одужали, загальна кількість одужань зросла до 59879. Кількість померлих залишилася на рівні 29.[28]
- Україна повідомила про 9144 нових випадки хвороби за добу та 156 нових смертей за добу, загальна кількість зросла до 1394061 та 26919 відповідно; загалом одужали 1194373 хворих.[29]

### 7 березня
- У Бразилії кількість випадків хвороби перевищила 11 мільйонів.[30]
- Малайзія повідомила про 1683 нові випадки хвороби, загальна кількість випадків зросла до 313460. Зареєстровано 2506 одужань, загальна кількість одужань зросла до 291958. Повідомлено про 3 смерті, кількість померлих зросла до 1169. Було 20333 активні випадки хвороби, з них 174 у реанімації та 81 на штучній вентиляції легень.[31]
- Нова Каледонія повідомила про 9 випадків місцевої передачі вірусу від прибулих з Волліса і Футуни.[32]
- Нова Зеландія повідомила про один новий випадок хвороби, загальна кількість випадків до 2399. Кількість одужань залишилася на рівні 2301, а кількість смертей залишилася 26. Було 72 активних випадки (68 у керованій ізоляції та 4 випадки місцевої передачі вірусу).[33]
- Сінгапур повідомив про 13 нових завезених випадків хвороби, загальна кількість випадків зросла до 60033. 15 хворих одужали, внаслідок чого загальна кількість одужань зросла до 59894. Кількість померлих залишилася на рівні 29.[34]
- Україна повідомила про 7167 нових випадків хвороби за добу та 103 нових смерті за добу, загальна кількість зросла до 1401228 і 27022 відповідно; загалом одужали 1196520 хворих.[35]

### 8 березня
- Фіджі підтвердили 3 нові випадки хвороби.[36]
- В Італії кількість смертей від COVID-19 перевищила 100 тисяч.[37]
- Малайзія повідомила про 1529 нових випадків хвороби, загальна кількість випадків зросла до 314989. Зареєстровано 2076 одужань, загальна кількість одужань зросла до 294034. Зареєстровано 8 смертей, кількість померлих зросла до 1177. Налічувалось 19778 активних випадків хвороби, з них 160 у реанімації та 79 на апараті штучної вентиляції легень.[38]
- Нова Зеландія повідомила про 6 нових випадків хвороби, загальна кількість випадків зросла до 2405. Кількість одужань залишилася на рівні 2301, а кількість померлих — на рівні 26. Було 78 активних випадків хвороби (74 у керованій ізоляції та 4 випадки місцевої передачі вірусу).[39]
- Сінгапур повідомив про 13 нових завезених випадків хвороби, загальна кількість випадків зросла до 60046. Зареєстровано 6 одужань, загальна кількість одужань зросла до 59900. Кількість померлих залишилася на рівні 29.[40]
- Україна повідомила про 5572 нові випадки хвороби за добу та 106 нових смертей за добу, загальна кількість зросла до 1406800 і 27128 відповідно; загалом одужали 1198254 хворі.[41]
- Сполучені Штати Америки перевищили поріг у 29 мільйонів випадків COVID-19.[42]

### 9 березня
Щотижневий звіт ВООЗ:
- Малайзія повідомила про 1280 нових випадків хвороби, загальна кількість випадків зросла до 316629. Зареєстровано 2345 одужань, загальна кількість одужань зросла до 296379. Повідомлено про 9 смертей, кількість померлих зросла до 1186. Було 18704 активних випадків хвороби, з них 155 у реанімації та 76 на штучній вентиляції легень.[44]
- Нова Зеландія повідомила про 4 нових випадки хвороби, загальна кількість випадків зросла до 2409 (2053 підтверджених і 356 ймовірних). Одужали 3 хворих, загальна кількість одужань досягла 2304. Було 79 активних випадків хвороби (77 на кордоні та 2 з місцевою передачею вірусу).[45]
- Сінгапур повідомив про 6 нових завезених випадків хвороби, загальна кількість випадків зросла до 60052. Одужали 5 хворих, внаслідок чого загальна кількість одужань досягла 59905. Кількість померлих залишилася на рівні 29.[46]
- Україна повідомила про 3261 новий випадок хвороби за добу та 76 нових смертей за добу, загальна кількість зросла до 1410061 та 27204 відповідно; загалом одужали 1199229 хворих.[47]

### 10 березня
- Франція перевищила поріг у 4 мільйони випадків хвороби.[48]
- Малайзія повідомила про 1448 нових випадків хвороби, внаслідок чого загальна кількість випадків досягла 317717. Зареєстровано 2137 одужань, загальна кількість одужань зросла до 298516. Зареєстровано 5 смертей, кількість померлих зросла до 1191. Було 18010 активних випадків хвороби, з них 151 у реанімації та 72 на штучній вентиляції легень.[49]
- Нова Зеландія повідомила про один новий випадок хвороби, загальна кількість випадків зросла до 2410 (2054 підтверджених і 356 ймовірних). Кількість одужань залишилася на рівні 2304, а кількість померлих — 26. Налічувалось 80 активних випадків хвороби (78 на кордоні та 2 з місцевою передачею вірусу).[50]
- Сінгапур повідомив про 10 нових завезених випадків хвороби, загальна кількість випадків зросла до 60062. Одужали 6 хворих, загальна кількість одужань зросла до 59911. Кількість померлих залишилася на рівні 29.[51]
- Україна повідомила про 6377 нових випадків хвороби за добу та 219 нових смертей за добу, загальна кількість зросла до 1416438 і 27423 відповідно; загалом одужали 1204916 хворих.[52]

### 11 березня
- Малайзія повідомила про 1647 нових випадків хвороби, внаслідок чого загальна кількість одужань досягла 319364. Зареєстровано 2104 одужання, загальна кількість одужань зросла до 300620. Зареєстровано 9 смертей, кількість померлих зросла до 1200. Налічувалось 17544 активних випадків хвороби, з них 147 у реанімації та 61 на апараті штучної вентиляції легень.[53]
- Нова Зеландія повідомила про 6 нових випадків хвороби, загальна кількість випадків зросла до 2416 (2060 підтверджених і 356 ймовірних). Один хворий одужав, загальна кількість одужань досягла 2305. Кількість померлих залишилася на рівні 26. Налічувалось 85 активних випадків хвороби (84 на кордоні та один з місцевою передачею вірусу).[54]
- Сінгапур повідомив про 8 нових випадків хвороби, у тому числі один з місцевою передачею вірусу та 7 завезених, загальна кількість випадків зросла до 60070.[55] Зареєстровано 28 одужань, загальна кількість одужань зросла до 59939. Кількість померлих залишилася на рівні 29.[56]
- Україна повідомила про 9084 нові випадки за добу та 262 нові смерті за добу, загальна кількість зросла до 1425522 та 27685 відповідно; загалом одужали 1210246 хворих.[57]
- Цього дня виповнився рік з моменту оголошення Всесвітньою організацією охорони здоров'я пандемії COVID-19.[58]

### 12 березня
- У Франції кількість випадків COVID-19 перевищила 4 мільйони.[59]
- Малайзія повідомила про 1575 нових випадків хвороби, внаслідок чого загальна кількість випадків досягла 320939. Зареєстровано 2042 одужання, загальна кількість одужань зросла до 302662. Зареєстровано 3 смерті, кількість померлих зросла до 1203. Налічувалось 17074 активні випадки хвороби, з них 147 у реанімації та 67 на штучній вентиляції легень.[60]
- Нова Зеландія повідомила про один новий випадок хвороби, загальна кількість випадків зросла до 2417 (2061 підтверджених і 356 ймовірних). Кількість одужань залишилася на рівні 2305, а кількість померлих — 26. Було 86 активних випадків хвороби (85 на кордоні та один з місцевою передачею вірусу).[61]
- Сінгапур повідомив про 10 нових випадків хвороби, в тому числі один з місцевою передачею вірусу та 9 завезених, загальна кількість випадків зросла до 60080.[62] 11 хворих одужали, загальна кількість одужань зросла до 59950. Кількість померлих залишилася на рівні 29.[63]
- Україна повідомила про 12946 нових випадків хвороби за добу та 230 нових смертей за добу, загальна кількість зросла до 1438 468 і 27915 відповідно; загалом одужали 1214876 хворих.[64]

### 13 березня
- Малайзія повідомила про 1470 нових випадків хвороби, загальна кількість випадків зросла до 322409. Зареєстровано 1830 нових оидужань, загальна кількість одужань зросла до 304492. Повідомлено про 3 смерті, кількість померлих зросла до 1206. Було 16711 активних випадків хвороби, з них 162 у реанімації та 70 на штучній вентиляції легень.[65]
- Нова Зеландія повідомила про 5 нових випадків хвороби, загальна кількість випадків зросла до 2422 (2066 підтверджених і 356 ймовірних). Одужали 3 хворих, загальна кількість одужань досягла 2308. Кількість померлих залишилася на рівні 26. Налічувалось 88 активних випадків хвороби, усі вони знаходилися в керованій ізоляції.[66]
- Сінгапур повідомив про 8 нових завезених випадків хвороби, загальна кількість випадків зросла до 60088.[67] 11 хворих одужали, внаслідок чого загальна кількість одужань зросла до 59961. Пізніше було підтверджено ще одну смерть, внаслідок чого кількість померлих зросла до 30.[68]
- Україна повідомила про 13276 нових випадків хвороби за добу та 243 нові смерті за добу, загальна кількість зросла до 1451744 і 28158 відповідно; загалом одужали 1219773 хворі.[69]

### 14 березня
- Малайзія повідомила про 1354 нові випадки хвороби, загальна кількість випадків зросла до 323763. Було зареєстровано 1782 нових одужання, загальна кількість одужань зросла до 306724. Повідомлено про 4 смерті, кількість померлих зросла до 1210. Було 16279 активних випадків хвороби, з них 158 у реанімації та 71 на штучній вентиляції легень.[70]
- Нова Зеландія повідомила про один новий випадок хвороби, загальна кількість випадків зросла до 2423 (2067 підтверджених і 356 ймовірних). Двоє хворих одужали, загальна кількість одужань досягла 2310. Кількість померлих залишилася на рівні 26. У керованій ізоляції перебували 87 випадків хвороби.[71]
- Сінгапур повідомив про 17 нових завезених випадків хвороби, загальна кількість випадків зросла до 60105. Зареєстровано 7 одужань, загальна кількість одужань зросла до 59968. Кількість померлих залишилася на рівні 30.[72]
- Україна повідомила про 9012 нових випадків хвороби за добу та 145 нових смертей за добу, загальна кількість зросла до 1460756 і 28303 відповідно; загалом одужали 1222516 хворих.[73]

### 15 березня
- Малайзія повідомила про 1208 нових випадків хвороби, загальна кількість випадків зросла до 324971. Зареєстровано 1973 нових одужання, загальна кількість одужань зросла до 308247. Було повідомлено про 3 смерті, кількість померлих зросла до 1213. Налічувалось 15511 активних випадків хвороби, з них 155 у реанімації та 70 на штучній вентиляції легень.[74]
- Нова Зеландія повідомила про 7 нових випадків хвороби, загальна кількість випадків зросла до 2430 (2074 підтверджених і 356 ймовірних). Один хворий одужав, загальна кількість одужань досягла 2311. Кількість померлих залишилася на рівні 26. У керованій ізоляції перебували 93 активних випадки хвороби.[75]
- Сінгапур повідомив про 12 нових завезених випадків хвороби, загальна кількість випадків зросла до 60117. Одужали 6 хворих, внаслідок чого загальна кількість одужань досягла 59974. Кількість померлих залишилася на рівні 30.[76]
- Україна повідомила про 6792 нові випадки хвороби за добу та 130 нових смертей за добу, загальна кількість випадків зросла до 1467548 і 28433 відповідно; загалом одужали 1226007 хворих.[77]

### 16 березня
Щотижневий звіт Всесвітньої організації охорони здоров'я:
- Малайзія повідомила про 1063 нові випадки хвороби, загальна кількість випадків зросла до 326034. Зареєстровано 1365 одужань, загальна кількість одужань зросла до 309612. Було повідомлено про 5 смертей, кількість померлих зросла до 1218. Налічувалось 15204 активні випадки хвороби, з них 152 у реанімації та 68 на апараті штучної вентиляції легень.[79]
- Нова Зеландія повідомила про 2 нових випадки хвороби, загальна кількість випадків зросла до 2432 (2076 підтверджених і 356 ймовірних). Кількість одужань залишилася на рівні 2311, а кількість померлих — 26. У керованій ізоляції перебувало 95 активних випадків хвороби.[80]
- Сінгапур повідомив про 11 нових завезених випадків хвороби, загальна кількість випадків зросла до 60128. Одужали 10 хворих, загальна кількість одужань досягла 59984. Кількість померлих залишилася на рівні 30.[81]
- Україна повідомила про 9642 нові випадки хвороби за добу та 264 нові смерті за добу, загальна кількість зросла до 1477190 і 28697 відповідно; загалом одужали 1232209 хворих.[82]

### 17 березня
- Малайзія повідомила про 1219 нових випадків хвороби, загальна кількість випадків зросла до 327253. Зареєстровано 1346 одужань, загальна кількість одужань зросла до 310958. Зареєстровано 2 смерті, кількість померлих зросла до 1220. Налічувалось 15075 активних випадків хвороби, з них 154 у реанімації та 64 на штучній вентиляції легень.[83]
- Нова Зеландія повідомила про 3 нових випадки хвороби, загальна кількість випадків зросла до 2434 (2078 підтверджених і 356 ймовірних). Кількість одужань залишилася на рівні 2311, а кількість померлих — 26. Зареєстровано 97 активних випадків у керованій ізоляції, один раніше підтверджений випадок було перекласифіковано як досліджуваний.[84]
- Сінгапур повідомив про 9 нових завезених випадків хвороби, загальна кількість випадків зросла до 60137. Зареєстровано 17 одужань, загальна кількість одужань зросла до 60001. Кількість померлих залишилася на рівні 30.[84]
- Україна повідомила про 11833 нові випадки хворобу за добу та рекордні 289 нових смертей за добу, загальна кількість зросла до 1489023 та 28986 відповідно; загалом одужали 1237676 хворих.[85]

### 18 березня
- Малайзія повідомила про 1213 нових випадків хвороби, загальна кількість випадків зросла до 328461. Зареєстровано 1503 одужання, загальна кількість одужань зросла до 312461. Було зареєстровано 3 нові смерті, кількість померлих зросла до 1223. Налічувалось 14782 активні випадки хвороби, з них 155 у реанімації та 54 на штучній вентиляції легень.[86]
- Сінгапур повідомив про 15 нових завезених випадків хвороби, загальна кількість випадків зросла до 60152.[87] 13 хворих одужали, загальна кількість одужань зросла до 60014. Кількість померлих залишилася на рівні 30.[88]
- Україна повідомила про 15053 нових випадків хвороби за добу та 267 нових смертей за добу, загальна кількість зросла до 1504076 і 29253 відповідно; загалом одужали 1244190 хворих.[89]

### 19 березня
- Малайзія повідомила про 1576 нових випадків хвороби, загальна кількість випадків зросла до 330042. Зареєстровано 1996 одужань, загальна кількість одужань зросла до 314457. Було зареєстровано 2 нові смерті, кількість померлих зросла до 1225. Налічувалось 14360 активних випадків хвороби, із них 151 у відділенні інтенсивної терапії та 57 на апараті штучної вентиляції легень.[90]
- Нова Зеландія повідомила про 10 нових випадків хвороби, загальна кількість випадків зросла до 2444 (2088 підтверджених і 356 ймовірних). Одужали 52 хворі, загальна кількість одужань склала 2363. Кількість померлих залишилася на рівні 26. У керованій ізоляції перебували 55 активних випадків хвороби.[91]
- Кількість випадків COVID-19 у Польщі перевищила 2 мільйони.[92]
- Сінгапур повідомив про 15 нових завезених випадків хвороби, загальна кількість випадків зросла до 60167.[93] Одужали 5 хворих, внаслідок чого загальна кількість одужань досягла 60019. Кількість померлих залишилася на рівні 30.[94]
- Україна повідомила про 15850 нових випадків хвороби за день і 262 нові смерті за день, загальна кількість зросла до 1519926 і 29515 відповідно; загалом одужали 1248782 хворі.[95]

### 20 березня
- Малайзія повідомила про 1671 новий випадок хвороби, загальна кількість випадків зросла до 331713. Зареєстровано 1585 нових одужань, загальна кількість одужань зросла до 316042. Повідомлено про 4 смерті, кількість померлих зросла до 1229. Налічувалось 14442 активні випадки хвороби, з них 151 у реанімації та 64 на штучній вентиляції легень.[96]
- Сінгапур повідомив про 17 нових завезених випадків хвороби, загальна кількість випадків зросла до 60184.[97] Зареєстровано 3 одужання, загальна кількість одужань зросла до 60022. Кількість померлих залишилася на рівні 30.[98]
- Україна повідомила про 15292 нові випадки за добу та 260 нових смертей за добу, загальна кількість зросла до 1535218 і 29775 відповідно; загалом одужали 1253972 хворі.[99]
- Імран Хан, прем'єр-міністр Пакистану та колишній капітан збірної Пакистану з крикету, отримав позитивний тест на COVID-19.

### 21 березня
- Малайзія повідомила про 1327 нових випадків хвороби, внаслідок чого загальна кількість випадків досягла 333040. Зареєстровано 1247 нових одужань, загальна кількість одужань зросла до 317289. Повідомлено про 4 смерті, кількість померлих зросла до 1233. Налічувалось 14518 активних випадків хвороби, з них 154 у реанімації та 65 на штучній вентиляції легень.[100]
- Нова Зеландія повідомила про 8 нових випадків хвороби в керованій ізоляції та один новий історичний випадок, загальна кількість підтверджених випадків зросла до 2097. Налічувалось 58 випадків хвороби, всі в керованій ізоляції.[101]
- Сінгапур повідомив про 12 нових завезених випадків хвороби, загальна кількість випадків зросла до 60196. 16 хворих одужали, загальна кількість одужань досягла 60038. Кількість померлих залишилася на рівні 30.[102]
- Україна повідомила про 11145 нових випадків хвороби за добу та 166 нових смертей за добу, загальна кількість зросла до 1546363 та 29941 відповідно; загалом одужали 1257849 хворих.[103]

### 22 березня
- У Бразилії кількість випадків COVID-19 перевищила 12 мільйонів.[104]
- Малайзія повідомила про 1116 нових випадків хвороби, загальна кількість випадків зросла до 334156. Було зареєстровано 1495 нових одужань, загальна кількість одужань зросла до 318784. Повідомлено про 5 смертей, кількість померлих зросла до 1238. Налічувалось 14134 активних випадків хвороби, з них 156 у реанімації та 60 на штучній вентиляції легень.[105]
- Нова Зеландія повідомила про 9 нових випадків хвороби, загальна кількість випадків зросла до 2462 (2106 підтверджених і 356 ймовірних). Одужали 4 хворих, загальна кількість одужань досягла 2373. Кількість померлих залишилася на рівні 26. У керованій ізоляції перебували 63 випадки хвороби.[106] Того самого дня було повідомлено про безсимптомний випадок у працівника керованої ізоляції та карантину в Окленді.[107]
- Сінгапур повідомив про 12 нових завезених випадків хвороби, загальна кількість випадків зросла до 60208. 13 хворих одужали, внаслідок чого загальна кількість одужань досягла 60051. Кількість померлих залишилася на рівні 30.[108]
- Україна повідомила про 7893 нових випадки за добу та 157 нових смертей за добу, загальна кількість зросла до 1554256 і 30098 відповідно; загалом одужали 1260842 хворі.[109]

### 23 березня
Щотижневий звіт Всесвітньої організації охорони здоров'я:
- Канадська провінція Онтаріо повідомила про 1546 нових випадків хвороби, включаючи 409 випадків у школах Онтаріо.[111][112]
- Малайзія повідомила про 1384 нових випадки хвороби, загальна кількість випадків зросла до 335540. Зареєстровано 1058 одужань, загальна кількість одужань зросла до 319842. Повідомлено про 6 смертей, кількість померлих зросла до 1244. Налічувалось 14454 активні випадки хвороби, з них 148 у реанімації та 62 на штучній вентиляції легень.[113]
- Нова Зеландія повідомила про 6 нових випадків хвороби, загальна кількість випадків зросла до 2468 (2112 підтверджених і 356 ймовірних). Один хворий одужав, загальна кількість одужань досягла 2374. Кількість померлих залишилася на рівні 26. У керованій ізоляції перебували 68 випадків хвороби.[114]
- Сінгапур повідомив про 13 нових завезених випадків хвороби, загальна кількість випадків зросла до 60221.[115] Зареєстровано 12 одужань, загальна кількість одужань зросла до 60063. Кількість померлих залишилася на рівні 30.[116]
- Україна повідомила про 11476 нових випадків хвороби за добу та рекордні 333 нових смерті за добу, загальна кількість зросла до 1565732 та 30431 відповідно; загалом одужали 1268886 хворих.[117]
- Університет Джонса Гопкінса повідомив, що понад 100 мільйонів осіб у всьому світі одужали від коронавірусної хвороби.

### 24 березня
- Індія повідомила про виявлення нового варіанту COVID-19 із «подвійною мутацією».[118]
- Малайзія повідомила про 1268 нових випадків хвороби, внаслідок чого загальна кількість випадків досягла 336808. Зареєстровано 1083 одужання, загальна кількість одужань зросла до 320925. Повідомлено про 2 смерті, кількість померлих зросла до 1246. Налічувалось 14637 активних випадків хвороби, з них 161 у реанімації та 73 на штучній вентиляції легень.[119]
- Нова Зеландія повідомила про 3 нових випадки хвороби, загальна кількість випадків зросла до 2470 (2114 підтверджених і 356 ймовірних). Одужали 3 хворих, загальна кількість одужань досягла 2377. Кількість померлих залишилася на рівні 26. Налічувалось 67 активних випадків хвороби після того, як один раніше зареєстрований випадок був класифікований як досліджуваний.[120]
- Сінгапур повідомив про 15 нових завезених випадків хвороби, загальна кількість випадків зросла до 60236.[121] Крім того, усі 438 мешканців одного з будинків дали негативний результат, за винятком одного, чий результат ще не було отримано, після виявлення РНК COVID-19 у стічних водах багатоквартирного будинку. 15 хворих одужали, загальна кількість одужань досягла 60078. Кількість померлих залишилася на рівні 30.[122]
- Україна повідомила про 14174 нові випадки хвороби за добу та рекордні 342 нові смерті за добу, загальна кількість зросла до 1579906 і 30773 відповідно; загалом одужали 1276272 хворі.[123]
- У Сполучених Штатах Америки кількість випадків COVID-19 перевищила 30 мільйонів.[124]

### 25 березня
- Малайзія повідомила про 1360 нових випадків хвороби, внаслідок чого загальна кількість випадків досягла 338168. Зареєстровано 1491 одужання, загальна кількість одужань зросла до 322416. Повідомлено про 2 смерті, кількість померлих зросла до 1248. Налічувалось 14504 активні випадки хвороби, з них 157 у реанімації та 72 на апараті штучної вентиляції легень.[125]
- Мексика повідомила про 584 нові смерті за добу, перевищивши 200 тисяч смертей загалом з початку пандемії, загальна кількість смертей зросла до 200211.
- Нова Зеландія повідомила про 6 нових випадків хвороби, загальна кількість випадків зросла до 2476 (2120 підтверджених і 356 ймовірних). Одужали 2 хворих, загальна кількість одужань зросла до 2379. Кількість померлих залишилася на рівні 26. У керованій ізоляції перебував 71 активний випадок хвороби.[126]
- Сінгапур повідомив про 17 нових завезених випадків хвороби, загальна кількість випадків зросла до 60253.[127] 8 хворих одужали, внаслідок чого загальна кількість одужань досягла 60086. Кількість померлих залишилася на рівні 30.[128]
- Україна повідомила про 16669 нових випадків хвороби за добу та рекордні 362 нові смерті за добу, загальна кількість зросла до 1596575 і 31135 відповідно; загалом одужали 1283020 хворих.[129]
- Загальна кількість випадків коронавірусної хвороби у світі перевищила 125 мільйонів.[130]

### 26 березня
- Малайзія повідомила про 1275 нових випадків хвороби, загальна кількість випадків зросла до 339443. Було зареєстровано 1509 нових випадків хвороби, загальна кількість одужань зросла до 323925 осіб. Зареєстровано одну смерть, кількість померлих досягла 1249. Налічувалось 14269 активних випадків хвороби, з них 161 у реанімації та 70 на штучній вентиляції легень.[131]
- Нова Зеландія повідомила про 3 нових випадки хвороби, загальна кількість випадків зросла до 2479 (2123 підтверджених і 356 ймовірних). Кількість одужань залишилася на рівні 2379, а кількість померлих — 26. У керованій ізоляції перебували 74 активних випадки хвороби.[132]
- Сінгапур повідомив про 12 нових випадків хвороби, у тому числі один з місцевою передачею вірусу та 11 завезених, загальна кількість випадків зросла до 60265.[133] Зареєстровано 17 одужань, загальна кількість одужань зросла до 60103. Кількість померлих залишилася на рівні 30.[134]
- Україна повідомила про 18132 нові випадки хвороби за добу та 326 нових смертей за добу, загальна кількість зросла до 1614707 та 31461 відповідно; загалом одужали 1290158 хворих.[135]

### 27 березня
- Малайзія повідомила про 1199 нових випадків хвороби, внаслідок чого загальна кількість випадків досягла 340642. 1257 хворих одужали, загальна кількість одужань зросла до 325182. Повідомлено про 2 смерті, кількість померлих зросла до 1252. Налічувалось 14209 активних випадків хвороби, з них 167 у реанімації та 72 на штучній вентиляції легень.[136]
- Нова Зеландія повідомила про 2 нові випадки хвороби, загальна кількість випадків зросла до 2481 (2125 підтверджених і 356 ймовірних). Одужали 2 хворих, внаслідок чого загальна кількість одужань зросла до 2381. Кількість померлих залишилася на рівні 26. Налічувалось 74 активних випадки хвороби.[137]
- Сінгапур повідомив про 23 нові випадки хвороби, в тому числі один з місцевою передачею вірусу та 22 завезених, загальна кількість випадків зросла до 60288.[138] 10 хворих одужали, загальна кількість одужань зросла до 60113. Кількість померлих залишилася на рівні 30.[139]
- Україна повідомила про 17424 нові випадки хвороби за добу та 290 нових смертей за добу, загальна кількість зросла до 1632131 та 31751 відповідно; загалом одужали 1297282 хворі.[140]

### 28 березня
- Малайзія повідомила про 1302 нові випадки хвороби, загальна кількість зросла до 341944. Зареєстровано 1127 одужань, загальна кількість одужань зросла до 326309. Було повідомлено про 4 смерті, кількість померлих зросла до 1255. Налічувалось 14380 активних випадків хвороби, з них 169 у реанімації та 76 на штучній вентиляції легень.[141]
- Нова Зеландія повідомила про один новий випадок хвороби, загальна кількість випадків зросла до 2482 (2126 підтверджених і 356 ймовірних). Кількість одужань залишилася на рівні 2381, а кількість померлих — 26. У керованій ізоляції перебували 75 активних випадків хвороби.[142]
- Сінгапур повідомив про 12 нових завезених випадків хвороби, загальна кількість випадків зросла до 60300.[143] 9 хворих одужали, в результаті чого загальна кількість одужань досягла 60 122. Кількість померлих залишилася на рівні 30.[144]
- Україна повідомила про 11932 нові випадки хвороби за добу та 203 нові смерті за добу, загальна кількість зросла до 1644063 та 31954 відповідно; загалом одужали 1300625 хворих.[145]

### 29 березня
- В Індії кількість випадків COVID-19 перевищила 12 мільйонів.[146]
- Малайзія повідомила про 941 новий випадок хвороби, загальна кількість випадків зросла до 342885. Зареєстровано 1097 одужань, загальна кількість одужань зросла до 327406. Було повідомлено про 5 смертей, кількість померлих зросла до 1260. Налічувалось 14219 активних випадків, з них 166 у реанімації та 73 на штучній вентиляції легень.[147]
- Нова Зеландія повідомила про 11 нових випадків хвороби, загальна кількість випадків зросла до 2493 (2137 підтверджених і 356 ймовірних). Кількість одужань залишилася на рівні 2381, а кількість померлих — 26. У керованій ізоляції перебували 86 активних випадків хвороби.[148]
- Сінгапур повідомив про 21 новий завезений випадок хвороби, загальна кількість випадків зросла до 60321. Зареєстровано 9 одужань, загальна кількість одужань зросла до 60131. Кількість померлих залишилася на рівні 30.[149]
- Україна повідомила про 8346 нових випадків хвороби за добу та 178 нових смертей за добу, загальна кількість зросла до 1652409 та 32132 відповідно; загалом одужали 1303500 хворих.[150]

### 30 березня
- Щотижневий звіт Всесвітньої організації охорони здоров'я.[151]
- Канадська провінція Онтаріо повідомила про 2336 нових випадків хвороби, включаючи 518 випадків у школах Онтаріо.[152][153]
- Малайзія повідомила про 1133 активні випадки хвороби, загальна кількість випадків зросла до 344018. Зареєстровано 1148 одужань, загальна кількість одужань зросла до 328554. Було повідомлено про 5 смертей, кількість померлих зросла до 1265. Налічувались 14199 активних випадків хвороби, з них 161 у реанімації та 76 на штучній вентиляції легень.[154]
- Нова Зеландія повідомила про 2 нових випадки хвороби, загальна кількість випадків зросла до 2495 (2139 підтверджених і 356 ймовірних). 8 хворих одужали, а загальна кількість одужань досягла 2389. Кількість померлих залишилася на рівні 26. У керованій ізоляції пеебували 80 активних випадків хвороби.[155]
- Сінгапур повідомив про 26 нових завезених випадків хвороби, загальна кількість випадків зросла до 60347. 7 хворих одужали, а загальна кількість одужань досягла 60138. Кількість померлих залишилася на рівні 30.[156]
- Україна повідомила про 10533 нові випадки хвороби за добу та 286 нових смертей за добу, загальна кількість зросла до 1662942 та 32418 відповідно; загалом одужали 1307076 хворих.[157]

### 31 березня
- Малайзія повідомила про 1482 нові випадки хвороби, загальна кількість випадків зросла до 345500. Повідомлено про 1070 одужань, загальну кількість одужань зросла до 329624. Повідомлено про 7 смертей, кількість померлих зросла до 1272. Налічувалось 14604 активних випадків хвороби, з них 164 у реанімації та 81 на штучній вентиляції легень.[158]
- Нова Зеландія повідомила про 2 нові випадки хвороби, загальна кількість випадків зросла до 2497 (2141 підтверджених і 356 імовірних). Одужали 10 хворих, загальна кількість одужань досягла 2399. Кількість померлих залишилася на рівні 26. У керованій ізоляції перебували 72 активних випадки хвороби.[159]
- У Сінгапурі повідомили про 34 нові випадки хвороби, в тому числі один з місцевою передачею вірусу та 33 завезені, загальна кількість випадків зросла до 60381.[160] 11 хворих одужали, внаслідок чого загальна кількість одужань досягла 60149. Кількість померлих залишилася на рівні 30.[161]
- Україна повідомила про 11226 нових випадків хвороби за добу та рекордні 407 нових смертей за добу, загальна кількість зросла до 1674168 і 32825 відповідно; загалом одужав 1313481 хворий.[162]
- У колишньої губернатора Аляски Сари Пейлін виявили COVID-19.[163]

## Резюме
Протягом березня 2021 року жодна нова країна чи територія не підтвердили перші випадки хвороби.
Станом на кінець березня лише такі країни та території не повідомляли про випадки зараження SARS-CoV-2:
Африка
- Острови Святої Єлени, Вознесіння і Тристан-да-Кунья

Азія
- Кокосові острови
- Острів Різдва
- Північна Корея
- Туркменістан

Європа
- Шпіцберген ( Норвегія)

Океанія
- Острови Кука
- Кірибаті
- Науру
- Ніуе
- Острів Норфолк
- Палау
- Піткерн
- Токелау
- Тонга
- Тувалу